# 青葉台スタジオ
株式会社青葉台スタジオ（あおばだいスタジオ）は、録音スタジオの運営を主な業務とする会社。リズムレコーディングに適しており、これまでに多くの著名なバンドがレコーディングを行っている。一般社団法人日本音楽スタジオ協会会員。

## 概要
トム・ヒドレー設計により1989年設立。地上階と地下階にスタジオがあり、両スタジオともに同じレイアウトで構成されている。